# 香港特別行政区政府の組織構造
香港特別行政区政府の行政機関（ホンコンとくべつぎょうせいくせいふのぎょうせいきかん）は、首長である行政長官によって指導され、第一層には司長および副司長、第二層には決策局、第三層には部門によって構成されている。
「香港基本法」に基づき、特別行政区政府は「政務司、財政司、律政司および各局、処、署」を設置している。実際には香港には「政務司」や「財政司」という名の部門は存在せず、各決策局は編成上、政務司司長室または財政司司長室に報告する形となっている。大部分の政府部門は決策局の下に配置されている。また、行政長官室や一部の独立機関（例えば、廉政公署、申訴専員公署、監査署など）は、直接行政長官に直属している。これらの機関の長（監査署長や廉政専員など）は、問責局長と同様に行政長官によって指名され、中華人民共和国国務院によって任命される。

## 組織構成

### 首長
基本法第60条では、香港特別行政区政府の首長は行政長官であると規定されている。基本法第48条第1項に基づき、行政長官の職責として特別行政区政府を指導することが含まれている。
- 第六任行政長官：李家超

### 司長及副司長
司長および副司長は「主要官員」に属し、その任命および解任は行政長官が報告し、中華人民共和国国務院の承認を得なければならない。司長とはすなわち政務司司長、財政司司長、律政司司長のことであり、最重要政策の策定を職務とし、行政長官に直接責を負う。また、各司長の下には副司長が一名配置されており、これら6名の官員はそれぞれ政治助理を任命することができる。律政司司長は行政長官の主要な法律顧問であり、決策局を有していない。律政司副司長は律政司司長の法律顧問である。
- 政務司司長：陳國基
  - 政治助理：李惠
- 政務司副司長：卓永興
  - 政治助理：葉紹堅
- 財政司司長：陳茂波
  - 政治助理：楊通達
- 財政司副司長：黃偉綸
  - 政治助理：宋佩瑜
- 律政司司長：林定國
  - 政治助理：洪曉敬
- 律政司副司長：張國鈞
  - 政治助理：陳倩雯

### 政府総部
決策局（または政策局、英語: policy bureau）の首長は決策局局長（英語: policy secretary）であり、「主要官員」である。職能はイギリス政府の省庁の首長を務める閣内大臣に類似し、特定分野（例えば、衛生、運輸、保安など）の政策策定、調整、見直しを担当し、下位の執行部門の業務を監督する。また、すべての決策局が一体となって政府総部(英語: Government Secretariat)を形成している。2002年7月1日に董建華行政長官が主要官員問責制を実施する以前、すべての決策局は政務司司長または財政司司長に対して責任を負っていた。しかし、問責制が実施された後、決策局は行政長官に直接責任を負うこととなった。曾蔭権行政長官は、2005年10月に発表した施政報告で、決策局はまず政務司司長と財政司司長に報告し、その後、両者が行政長官に報告する方式に変更された。
政府の組織構造は、2002年以降、何度も再編成が行われてきた。当初の「3司11局」から、2007年の「3司12局」、さらに2015年には「3司13局」へと変更された。2022年5月17日には、政府組織の再編案が審議・可決された。現在では、外部では司長と決策局を合わせて「3司15局」と呼ぶことが多い。
| 政務司司長及副司長の指導下 | 政務司司長及副司長の指導下 | 政務司司長及副司長の指導下 | 政務司司長及副司長の指導下 |
| 決策局                     | 局長                       | 副局長                     | 政治助理                   |
| -------------------------- | -------------------------- | -------------------------- | -------------------------- |
| 公務員事務局               | 楊何蓓茵                   | N/A                        | N/A                        |
| 政制及內地事務局           | 曾國衞                     | 胡健民                     | 待定                       |
| 文化體育及旅遊局           | 羅淑佩                     | 劉震                       | 招文亮                     |
| 教育局                     | 蔡若蓮                     | 施俊輝                     | 蕭嘉怡                     |
| 環境及生態局               | 謝展寰                     | 黃淑嫻                     | 李世隆                     |
| 醫務衛生局                 | 盧寵茂                     | 李夏茵                     | 祁志鴻                     |
| 民政及青年事務局           | 麥美娟                     | 梁宏正                     | 張進樂                     |
| 勞工及福利局               | 孫玉菡                     | 何啟明                     | 傅曉琳                     |
| 保安局                     | 鄧炳強                     | 卓孝業                     | 梁溯庭                     |

| 財政司司長及副司長の指導下 | 財政司司長及副司長の指導下 | 財政司司長及副司長の指導下 | 財政司司長及副司長の指導下 |
| 決策局                     | 局長                       | 副局長                     | 政治助理                   |
| -------------------------- | -------------------------- | -------------------------- | -------------------------- |
| 商務及經濟發展局           | 丘應樺                     | 陳百里                     | 李世華                     |
| 發展局                     | 甯漢豪                     | 林智文                     | 黃詠儀                     |
| 財經事務及庫務局           | 許正宇                     | 陳浩濂                     | 葉俊廉                     |
| 房屋局                     | 何永賢                     | 戴尚誠                     | 歐陽文倩                   |
| 創新科技及工業局           | 孫東                       | 張曼莉                     | 廖添誠                     |
| 運輸及物流局               | 陳美寶                     | 廖振新                     | 陳閱川                     |

### 政府部門
政府部門は約18万人の公務員で構成されており、行政会議における行政長官の政策や立法会が制定した香港法例の執行と、公共事務の管理を担当している。
| 部門                                             | 首長                             | 姓名     | 所属決策局       | 備考                                                                             |  |
| ------------------------------------------------ | -------------------------------- | -------- | ---------------- | -------------------------------------------------------------------------------- |  |
| 特首政策組                                       | 特首政策組組長                   | 黃元山   | 行政長官直属     | 非公務員職位、報酬は局長級問責官員に相当                                         |  |
| 行政長官辦公室                                   | 行政長官辦公室主任               | 葉文娟   | 行政長官直属     |                                                                                  |  |
| 行政長官辦公室                                   | 行政長官辦公室常任秘書長         | 蔡傑銘   | 行政長官直属     |                                                                                  |  |
| 公務員敍用委員會                                 | 主席                             | 鄭美施   | 行政長官直属     |                                                                                  |  |
| 申訴專員公署                                     | 申訴專員                         | 陳積志   | 行政長官直属     |                                                                                  |  |
| 審計署                                           | 審計署署長                       | 林智遠   | 行政長官直属     | 主要官員、中華人民共和国国務院より任命                                           |  |
| 廉政公署                                         | 廉政專員                         | 胡英明   | 行政長官直属     | 主要官員、中華人民共和国国務院より任命                                           |  |
| 入境事務處                                       | 入境事務處處長                   | 郭俊峯   | 保安局           | 主要官員、中華人民共和国国務院より任命                                           |  |
| 香港海關                                         | 海關關長                         | 陳子達   | 保安局           | 主要官員、中華人民共和国国務院より任命                                           |  |
| 香港警務處                                       | 警務處處長                       | 蕭澤頤   | 保安局           | 主要官員、中華人民共和国国務院より任命                                           |  |
| 民眾安全服務隊                                   | 總參事兼副處長                   | 梁冠康   | 保安局           | 民間人より任命される名誉職の処長が存在                                           |  |
| 政府飛行服務隊                                   | 政府飛行服務隊總監               | 廖嘉俊   | 保安局           |                                                                                  |  |
| 香港輔助警察隊                                   | 輔警總監                         | 楊祖賜   | 保安局           | 首長は非公務員が担当する名誉職                                                   |  |
| 消防處                                           | 消防處處長                       | 楊恩健   | 保安局           |                                                                                  |  |
| 禁毒處                                           | 禁毒專員                         | 李基舜   | 保安局           |                                                                                  |  |
| 截取通訊及監察事務專員秘書處                     | 秘書長                           | 葉玉芬   | 保安局           | 関係する専員は法官が担当する                                                     |  |
| 懲教署                                           | 懲教署署長                       | 黃國興   | 保安局           |                                                                                  |  |
| 醫療輔助隊                                       | 醫療輔助隊總監                   | 林文健   | 保安局           | 衛生署署長の兼任                                                                 |  |
| 衞生署                                           | 衞生署署長                       | 林文健   | 醫務衛生局       |                                                                                  |  |
| 公務員學院                                       | 公務員學院院長                   | 郭蔭庶   | 公務員事務局     |                                                                                  |  |
| 公務及司法人員薪俸及服務條件諮詢委員會聯合秘書處 | 秘書長                           | 尤建中   | 公務員事務局     |                                                                                  |  |
| 選舉事務處                                       | 總選舉事務主任                   | 陳淑華   | 政制及內地事務局 |                                                                                  |  |
| 香港特別行政區政府駐北京辦事處                   | 駐北京辦事處主任                 | 鄭偉源   | 政制及內地事務局 |                                                                                  |  |
| 土木工程拓展署                                   | 土木工程拓展署署長               | 方學誠   | 發展局           |                                                                                  |  |
| 土地註冊處                                       | 土地註冊處處長                   | 譚惠儀   | 發展局           |                                                                                  |  |
| 水務署                                           | 水務署署長                       | 黃恩諾   | 發展局           |                                                                                  |  |
| 地政總署                                         | 地政總署署長                     | 羅淦華   | 發展局           |                                                                                  |  |
| 屋宇署                                           | 屋宇署署長                       | 余寶美   | 發展局           |                                                                                  |  |
| 建築署                                           | 建築署署長                       | 李翹彥   | 發展局           |                                                                                  |  |
| 規劃署                                           | 規劃署署長                       | 葉子季   | 發展局           |                                                                                  |  |
| 渠務署                                           | 渠務署署長                       | 莫永昌   | 發展局           |                                                                                  |  |
| 機電工程署                                       | 機電工程署署長                   | 潘國英   | 發展局           |                                                                                  |  |
| 工業貿易署                                       | 工業貿易署署長                   | 廖廣翔   | 商務及經濟發展局 |                                                                                  |  |
| 投資推廣署                                       | 投資推廣署署長                   | 劉凱旋   | 商務及經濟發展局 |                                                                                  |  |
| 知識產權署                                       | 知識產權署署長                   | 黃福來   | 商務及經濟發展局 |                                                                                  |  |
| 香港電台                                         | 廣播處長                         | 關婉儀   | 商務及經濟發展局 |                                                                                  |  |
| 香港郵政                                         | 香港郵政署長                     | 戴淑嬈   | 商務及經濟發展局 |                                                                                  |  |
| 通訊事務管理局辦公室                             | 通訊事務總監                     | 梁仲賢   | 商務及經濟發展局 |                                                                                  |  |
| 公司註冊處                                       | 公司註冊處處長                   | 鄧婉雯   | 財經事務及庫務局 |                                                                                  |  |
| 政府物流服務署                                   | 政府物流服務署署長               | 陳嘉信   | 財經事務及庫務局 |                                                                                  |  |
| 政府產業署                                       | 政府產業署署長                   | 馮建業   | 財經事務及庫務局 |                                                                                  |  |
| 政府統計處                                       | 政府統計處處長                   | 余振強   | 財經事務及庫務局 |                                                                                  |  |
| 庫務署                                           | 庫務署署長                       | 吳維文   | 財經事務及庫務局 |                                                                                  |  |
| 破產管理署                                       | 破產管理署署長                   | 麥錦羅   | 財經事務及庫務局 |                                                                                  |  |
| 差餉物業估價署                                   | 差餉物業估價署署長               | 蕭家賢   | 財經事務及庫務局 |                                                                                  |  |
| 稅務局                                           | 稅務局局長                       | 陳施維   | 財經事務及庫務局 |                                                                                  |  |
| 民政事務總署                                     | 民政事務總署署長                 | 杜潔麗   | 民政及青年事務局 |                                                                                  |  |
| 政府新聞處                                       | 政府新聞處處長                   | 廖李可期 | 民政及青年事務局 |                                                                                  |  |
| 民航處                                           | 民航處處長                       | 廖志勇   | 運輸及物流局     |                                                                                  |  |
| 海事處                                           | 海事處處長                       | 王世發   | 運輸及物流局     |                                                                                  |  |
| 路政署                                           | 路政署署長                       | 邱國鼎   | 運輸及物流局     |                                                                                  |  |
| 運輸署                                           | 運輸署署長                       | 李頌恩   | 運輸及物流局     |                                                                                  |  |
| 大學教育資助委員會秘書處                         | 秘書長                           | 鄧特抗   | 教育局           |                                                                                  |  |
| 在職家庭及學生資助事務處                         | 署理在職家庭及學生資助事務處處長 | 文慧明   | 教育局           | 学生資助処の業務に関しては教育局に対して責任を負う                               |  |
| 在職家庭及學生資助事務處                         | 署理在職家庭及學生資助事務處處長 | 文慧明   | 勞工及福利局     | 「在職家庭津貼」および持続進修基金の業務については労工及福利局に対して責任を負う |  |
| 社會福利署                                       | 社會福利署署長                   | 杜永恒   | 勞工及福利局     |                                                                                  |  |
| 勞工處                                           | 勞工處處長                       | 陳穎韶   | 勞工及福利局     |                                                                                  |  |
| 行政署                                           | 行政署署長                       | 伍江美妮 | 政務司司長辦公室 |                                                                                  |  |
| 法律援助署                                       | 法律援助署署長                   | 莊因東   | 政務司司長辦公室 |                                                                                  |  |
| 香港金融管理局                                   | 金融管理局總裁                   | 余偉文   | 財政司司長辦公室 | 非公務員職位                                                                     |  |
| 房屋署                                           | 房屋署署長                       | 李佩詩   | 房屋局           | 由房屋局常任秘書長兼任                                                           |  |
| 食物環境衞生署                                   | 食物環境衞生署署長               | 吳文傑   | 環境及生態局     |                                                                                  |  |
| 政府化驗所                                       | 政府化驗師                       | 李偉安   | 環境及生態局     |                                                                                  |  |
| 香港天文台                                       | 香港天文台台長                   | 陳栢緯   | 環境及生態局     |                                                                                  |  |
| 漁農自然護理署                                   | 漁農自然護理署署長               | 黎堅明   | 環境及生態局     |                                                                                  |  |
| 環境保護署                                       | 環境保護署署長                   | 徐浩光   | 環境及生態局     |                                                                                  |  |
| 數字政策辦公室                                   | 數字政策專員                     | 黃志光   | 創新科技及工業局 |                                                                                  |  |
| 創新科技署                                       | 創新科技署署長                   | 李國彬   | 創新科技及工業局 |                                                                                  |  |
| 旅遊事務署                                       | 旅遊事務專員                     | 張馮泳萍 | 文化體育及旅遊局 |                                                                                  |  |
| 康樂及文化事務署                                 | 康樂及文化事務署署長             | 陳詠雯   | 文化體育及旅遊局 |                                                                                  |  |

### 現在の組織構成
第六屆特区政府の構成は以下の通り：
|              | 決策局                                 | 政府部門 |
| ------------ | -------------------------------------- | --- |
| 政務司司長轄 | 政務司司長辦公室                       | - 行政署 - 政府檔案處 - 法律援助署 - 禮賓處                                                                  |
| 政務司司長轄 | 公務員事務局                           | - 公務員學院 - 公務及司法人員薪俸及服務條件諮詢委員會聯合秘書處                                              |
| 政務司司長轄 | 政制及內地事務局                       | - 選舉事務處 - 香港特別行政區政府駐北京辦事處 - 香港經濟貿易辦事處 (內地) - 位於台灣的香港經濟貿易文化辦事處 |
| 政務司司長轄 | 文化體育及旅遊局                       | - 康樂及文化事務署 - 旅遊事務署 - 文創產業發展處                                                             |
| 政務司司長轄 | 教育局                                 | - 大學教育資助委員會秘書處 - 在職家庭及學生資助事務處                                                        |
| 政務司司長轄 | 環境及生態局 - 環境科 - 食物科         | - 漁農自然護理署 - 環境保護署 - 食物環境衞生署 - 政府化驗所 - 香港天文台                                     |
| 政務司司長轄 | 醫務衞生局                             | - 醫院管理局 - 衛生署                                                                                        |
| 政務司司長轄 | 民政及青年事務局                       | - 民政事務總署 - 政府新聞處                                                                                  |
| 政務司司長轄 | 勞工及福利局                           | - 勞工處 - 社會福利署                                                                                        |
| 政務司司長轄 | 保安局                                 | - 香港警務處 - 入境事務處 - 香港海關 - 懲教署 - 消防處 - 醫療輔助隊 - 民眾安全服務隊 - 政府飛行服務隊        |
| 財政司司長轄 | 財政司司長辦公室                       | - 政府經濟顧問辦公室                                                                                         |
| 財政司司長轄 | 商務及經濟發展局                       | - 知識產權署 - 投資推廣署 - 香港郵政 - 香港電台 - 工業貿易署 - 香港經濟貿易辦事處 (海外)                     |
| 財政司司長轄 | 發展局 - 規劃地政科 - 工務科           | - 建築署 - 屋宇署 - 土木工程拓展署 - 渠務署 - 機電工程署 - 地政總署 - 土地註冊處 - 規劃署 - 水務署           |
| 財政司司長轄 | 財經事務及庫務局 - 財經事務科 - 庫務科 | - 政府統計處 - 公司註冊處 - 政府物流服務署 - 政府產業署 - 稅務局 - 破產管理署 - 差餉物業估價署 - 庫務署      |
| 財政司司長轄 | 房屋局                                 | - 房屋署 |
| 財政司司長轄 | 創新科技及工業局                       | - 創新科技署 - 數字政策辦公室                                                                                |
| 財政司司長轄 | 運輸及物流局                           | - 民航處 - 路政署 - 海事處 - 運輸署                                                                          |

## 歴史
香港政府は1970年代初頭まで二層構造を維持しており、各部門は輔政司（英語: Colonial Secretary、1976年以降は布政司Chief Secretary）に対して直接責任を負っていた。布政司署には政策研究を担当する職員がいたが、その職級は部門首長より低く、部門首長はしばしば輔政司と議論を重ね、あらゆる事柄を輔政司が決定する形となっていたため、行政効率を低下させていた。当時の香港総督マクレホースはマッキンゼー・アンド・カンパニーに対策を求めた。同社は1972年に『マッキンゼー報告書』を発表し、権限を分散させ、輔政司と部門の間に「決策科」を設けて政策立案を担当させ、各部門はその執行を担当することを提案した。
香港特別行政区政府が設立された後、組織構造はおおむね英国統治時代を継承したが、名称に変更があった。元々の「布政司署」は「政府総部」に改名され、「決策科」は「決策局」、「資源科」は「資源局」となった。当時、13の決策局と2つの資源局があり、決策局はそれぞれ、政制事務局、教育統籌局、規劃環境地政局、運輸局、工務局、衛生福利局、民政事務局、房屋局、保安局、工商局、文康広播局、経済局、財経事務局であり、2つの資源局は公務員事務局と庫務局であった。その後、いくつかの部門が統合され、1998年には新たに資訊科技及広播局が設立され、文康広播局は解散された。また、2000年には環境食物局が設置、規劃環境地政局は規劃地政局に改名された。市政総署および区域市政総署は解散され、新たに設立された康楽文化事務署および食物環境衛生署がこれを引き継いだ。
2002年7月、董建華は第2代行政長官に就任した際、主要官員問責制を導入し、決策局局長は政治任命となった。局長は契約形式で任用され、任期は行政長官の任期に連動し、政治的リスクを負うこととなった。また、これまで公務員が担っていた局長職は「常任秘書長」に改称され、公務員の昇進制度は維持された。決策局は再編成され、11の決策局が設置され、外部ではこれを3人の司長と合わせて「3司11局」と呼ぶようになった。当時の11の局は、公務員事務局、政制事務局、教育統籌局、環境運輸及工務局、衛生福利及食物局、民政事務局、住宅及規劃地政局、保安局、工商及科技局、経済発展及労工局、財経事務及庫務局であった。環境と運輸を1つの局に統合したことなど、この再編成の方法には批判が多かった。この合併決定は、2001年に環境保護署が九広鉄路落馬洲支線を塱原湿地を通過させることに反対したことと同様の気まずい事態を避けるためだと広く考えられている。董建華自身も、決策局の統合方法は「あまり科学的でなかった」と認めている。
2007年7月1日、行政長官に選出された曾蔭権は決策局を若干改編し、12個の局に再編成した。この際、新たに発展局が設立され、外界ではこれを「3司12局」と呼ぶようになった。2012年の香港特別行政区行政長官選挙後、次期行政長官の梁振英は「5司14局」を提案し、政務司司長と財政司司長それぞれに副司長を設置し、新たに文化局を創設し、商務及経済発展局を科技及通訊局と工商及産業局に再編し、発展局と運輸及房屋局をそれぞれ房屋及規劃地政局と運輸及工務局に再編することとした。しかし、立法会はこれに対する審議を早期に否決し、新体制は同年7月1日に実施されなかった。その後、1年半を経て、梁振英は2014年度施政報告において再度この構造改革案を提起し、商務及経済発展局から創新及科技局を分割した。創新及科技局は2015年11月20日に正式に業務を開始し、この時点で外界はこれを「3司13局」と呼ぶようになった。
2022年1月12日、林鄭月娥行政長官は政府架構重組案を発表し、文化体育及旅遊局の新設、運輸及房屋局の分割、食物及衞生局の改組、民政事務局の重組などを提案した。これに対して、公共財政管理の観点から、各局が依然として自己中心的に振る舞う可能性があるとして、適切な配置かどうかについて疑問の声も上がった。同年5月17日、次期行政長官の李家超は新しい構造案を発表し、3つの副司長職を新設することを提案した。これにより、政務司副司長、財政司副司長、律政司副司長が創設され、また文化体育及旅遊局が新設され、民政事務局から文化、藝術、体育事務を引き継ぎ、商務及経済発展局から映画、創造産業、観光事務を接管することとなった。運輸及房屋局は運輸及物流局と房屋局の2つの決策局に分割され、創新及科技局は創新科技及工業局に改名された。さらに、民政事務局は民政及青年事務局に重組され、環境局は拡大されて環境及生態局となり、食物及衛生局が担当していた環境衛生、食品安全、漁業・農業、家禽公共衛生などの政策を引き継ぐこととなった。また、食物及衛生局は医務衛生局に改組されることが決定された。

### 返還後の決策局の変遷
| 政策範疇       | 1997年7月1日                               | 1998年4月9日                   | 2000年1月1日     | 2002年7月1日     | 2007年7月1日     | 2015年11月20日   | 2022年7月1日     |
| -------------- | ------------------------------------------ | ------------------------------ | ---------------- | ---------------- | ---------------- | ---------------- | ---------------- |
| 教育           | 教育統籌局                                 | 教育統籌局                     | 教育統籌局       | 教育統籌局       | 教育局           | 教育局           | 教育局           |
| 勞工           | 教育統籌局                                 | 教育統籌局                     | 教育統籌局       | 經濟發展及勞工局 | 勞工及福利局     | 勞工及福利局     | 勞工及福利局     |
| 福利           | 衞生福利局                                 | 衞生福利局                     | 衞生福利局       | 衞生福利及食物局 | 勞工及福利局     | 勞工及福利局     | 勞工及福利局     |
| 醫療           | 衞生福利局                                 | 衞生福利局                     | 衞生福利局       | 衞生福利及食物局 | 食物及衞生局     | 食物及衞生局     | 醫務衞生局       |
| 食物及環境衞生 | （臨時市政局、臨時區域市政局）             | （臨時市政局、臨時區域市政局） | 環境食物局       | 衞生福利及食物局 | 食物及衞生局     | 食物及衞生局     | 環境及生態局     |
| 環境           | 規劃環境地政局                             | 規劃環境地政局                 | 環境食物局       | 環境運輸及工務局 | 環境局           | 環境局           | 環境及生態局     |
| 規劃地政       | 規劃環境地政局                             | 規劃環境地政局                 | 規劃地政局       | 房屋及規劃地政局 | 發展局           | 發展局           | 發展局           |
| 房屋           | 房屋局                                     | 房屋局                         | 房屋局           | 房屋及規劃地政局 | 運輸及房屋局     | 運輸及房屋局     | 房屋局           |
| 運輸           | 運輸局                                     | 運輸局                         | 運輸局           | 環境運輸及工務局 | 運輸及房屋局     | 運輸及房屋局     | 運輸及物流局     |
| 工務           | 工務局                                     | 工務局                         | 工務局           | 環境運輸及工務局 | 發展局           | 發展局           | 發展局           |
| 科技           | 工商局                                     | 資訊科技及廣播局               | 資訊科技及廣播局 | 工商及科技局     | 商務及經濟發展局 | 創新及科技局     | 創新科技及工業局 |
| 工業           | 工商局                                     | 工商局                         | 工商局           | 工商及科技局     | 商務及經濟發展局 | 商務及經濟發展局 | 創新科技及工業局 |
| 通訊廣播       | 文康廣播局                                 | 資訊科技及廣播局               | 資訊科技及廣播局 | 工商及科技局     | 商務及經濟發展局 | 商務及經濟發展局 | 商務及經濟發展局 |
| 商業           | 工商局                                     | 工商局                         | 工商局           | 工商及科技局     | 商務及經濟發展局 | 商務及經濟發展局 | 商務及經濟發展局 |
| 經濟           | 經濟局                                     | 經濟局                         | 經濟局           | 經濟發展及勞工局 | 商務及經濟發展局 | 商務及經濟發展局 | 商務及經濟發展局 |
| 旅遊           | 經濟局                                     | 經濟局                         | 經濟局           | 經濟發展及勞工局 | 商務及經濟發展局 | 商務及經濟發展局 | 文化體育及旅遊局 |
| 文化及康樂體育 | 文康廣播局／（臨時市政局、臨時區域市政局） | 民政事務局                     | 民政事務局       | 民政事務局       | 民政事務局       | 民政事務局       | 文化體育及旅遊局 |
| 民政           | 民政事務局                                 | 民政事務局                     | 民政事務局       | 民政事務局       | 民政事務局       | 民政事務局       | 民政及青年事務局 |
| 財經金融       | 財經事務局                                 | 財經事務局                     | 財經事務局       | 財經事務及庫務局 | 財經事務及庫務局 | 財經事務及庫務局 | 財經事務及庫務局 |
| 庫務           | 庫務局                                     | 庫務局                         | 庫務局           | 財經事務及庫務局 | 財經事務及庫務局 | 財經事務及庫務局 | 財經事務及庫務局 |
| 政制           | 政制事務局                                 | 政制事務局                     | 政制事務局       | 政制事務局       | 政制及內地事務局 | 政制及內地事務局 | 政制及內地事務局 |
| 保安           | 保安局                                     | 保安局                         | 保安局           | 保安局           | 保安局           | 保安局           | 保安局           |
| 公務員         | 公務員事務局                               | 公務員事務局                   | 公務員事務局     | 公務員事務局     | 公務員事務局     | 公務員事務局     | 公務員事務局     |

註：主要な政策範囲を除き、他にも細かな業務調整が行われている。詳細については関連する決策局の項目を参照すること。